# Wipperfließ
Wipperfließ ist ein Ort der Gemeinde Marienheide im Oberbergischen Kreis in Nordrhein-Westfalen.

## Lage und Beschreibung
Wipperfließ liegt im Osten von Marienheide im Tal der Wipper. Südöstlich der Ortschaft befindet sich die Staumauer der Brucher Talsperre. Nachbarorte sind Neuenhaus, Griemeringhausen, Eberg und Reppinghausen.

## Geschichte
Ab der topografische Karte (Preußische Neuaufnahme) von 1894 bis 1896 ist „Wipperfliess“ verzeichnet.

## Öffentlicher Nahverkehr
Über die im Nachbarort gelegene Haltestelle „An den Leyen“ der Linie 399 (VRS/OVAG) ist Wipperfließ an den öffentlichen Personennahverkehr angebunden.